# Begonia trichopoda
Espèce
Synonymes
- Mitscherlichia trichopoda Miq.[1]

Begonia trichopoda est une espèce de plantes de la famille des Begoniaceae. Ce bégonia est originaire d'Indonésie. L'espèce fait partie de la section Jackia. Elle a été décrite en 1858 par Friedrich Anton Wilhelm Miquel (1811-1871). L'épithète spécifique trichopoda signifie « à pied poilu ».
En 2018, l'espèce a été assignée à une nouvelle section Jackia, au lieu de la section Reichenheimia. 

## Répartition géographique
Cette espèce est originaire du pays suivant : Indonésie.

## Liste des variétés
Selon Tropicos (23 février 2017) :
- variété Begonia trichopoda var. polyantha Irmsch.